# Gerrit Korteweg
Gerrit Jacobus Korteweg (Malang, 17 agosto 1937 – Haren, 3 luglio 2022) è stato un nuotatore olandese.

## Carriera

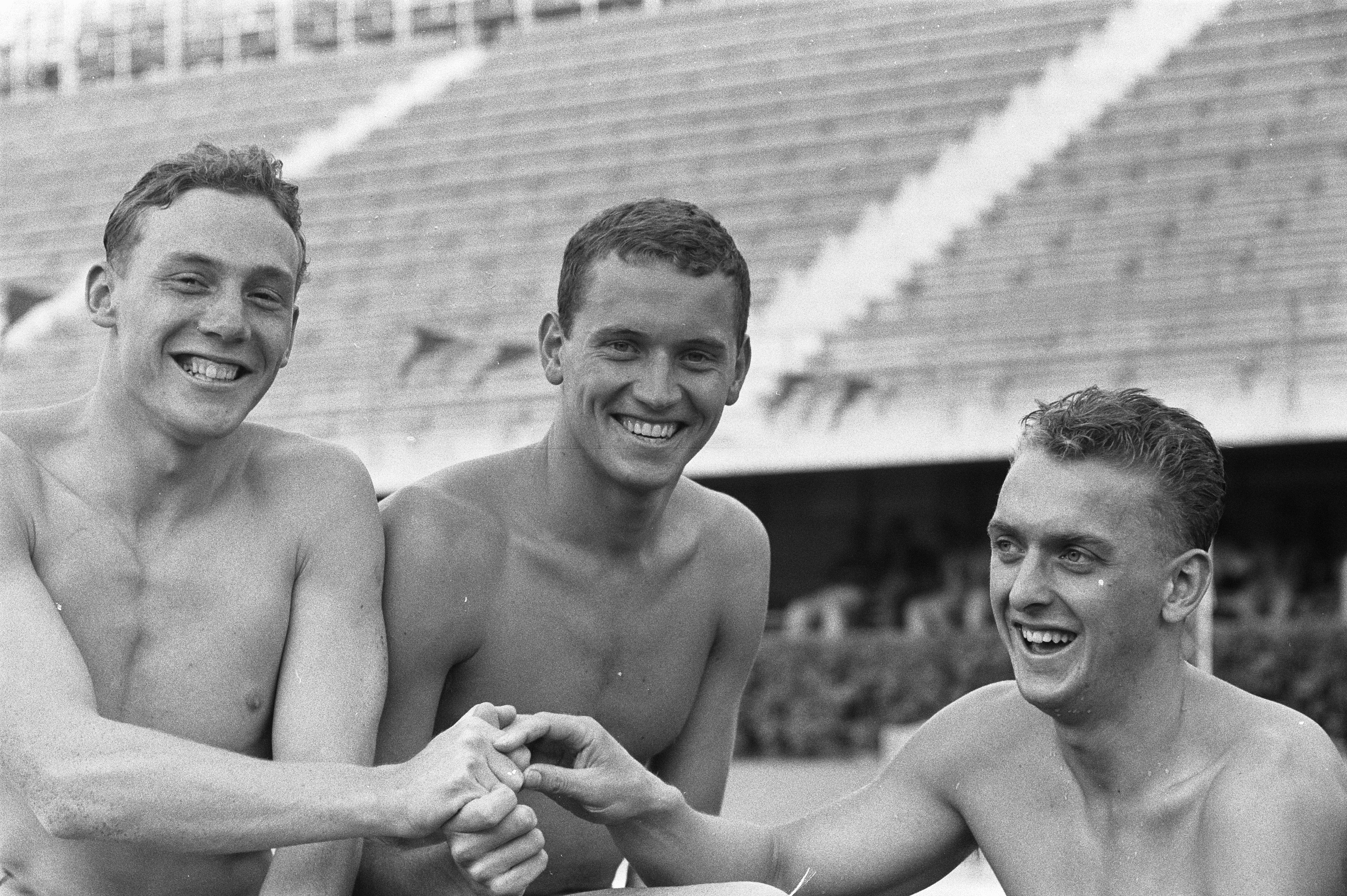
Gerrit Korteweg con i compagni di staffetta Jan Jiskoot e Wieger Mensonides nel 1960

Nato in Indonesia e cresciuto sportivamente a Delft, Korteweg prese parte ad alcune competizioni natatorie internazionali nei primi anni sessanta. Specialista nella farfalla, partecipò alle Olimpiadi di Roma nel 1960; nella gara dei 200 m farfalla si fermò alle batterie, mentre raggiunse la finale in staffetta 4x100 misti, ottenendo l'ottava piazza insieme ai compagni Jan Jiskoot, Wieger Mensonides e Ron Kroon. In occasione dei campionati europei di nuoto 1962, partecipò solo alla staffetta 4x200 m stile libero, ottenendo la quinta piazza.
La sua carriera subì una brusca battuta d'arresto in seguito ad un incidente stradale che lo costrinse ad abbandonare l'agonismo.
Dopo aver lasciato il mondo del nuoto, Gerrit Korteweg si laureò in architettura presso l'Università tecnica di Delft e svolse la professione di architetto. Si dedicò inoltre all'attività di pittore.
Gerrit Korteweg morì ad Haren all'età di ottantaquattro anni.

## Palmarès
| Giochi olimpici          | 200 m farfalla         | 4 × 100 m misti              |
| 1960 Roma Italia         | 20º in batteria 2'26"4 | 8º - 4'18"2 frazione: 1'02"6 |
| Campionati europei       | 4 × 200 m st. libero   | ---                          |
| 1962 Lipsia Germania Est | 5º 8'33"6              | ---                          |